# Lipovští z Lipovice
Lipovští z Lipovice byli starým českým šlechtickým rodem, který pocházel z podhůří Šumavy. Jejich sídlem byla obec Lipovice u Vlachova Březí. Poslední, v historii rodu, byla baronka Milada Anna Lipovská z Lipovic a Volfířovic, provdaná Gresserová, jež zemřela v Praze na Klárově v prosinci 2011, čímž šlechtický rod vymřel po přeslici. Posledním mužským potomkem rodu byl rytíř Václav Antonín Lipovský, baron Lipovský z Lipovice a Volfířovic, který zemřel v Praze v květnu 1985.

## Původ rodu Lipovských zLipovic

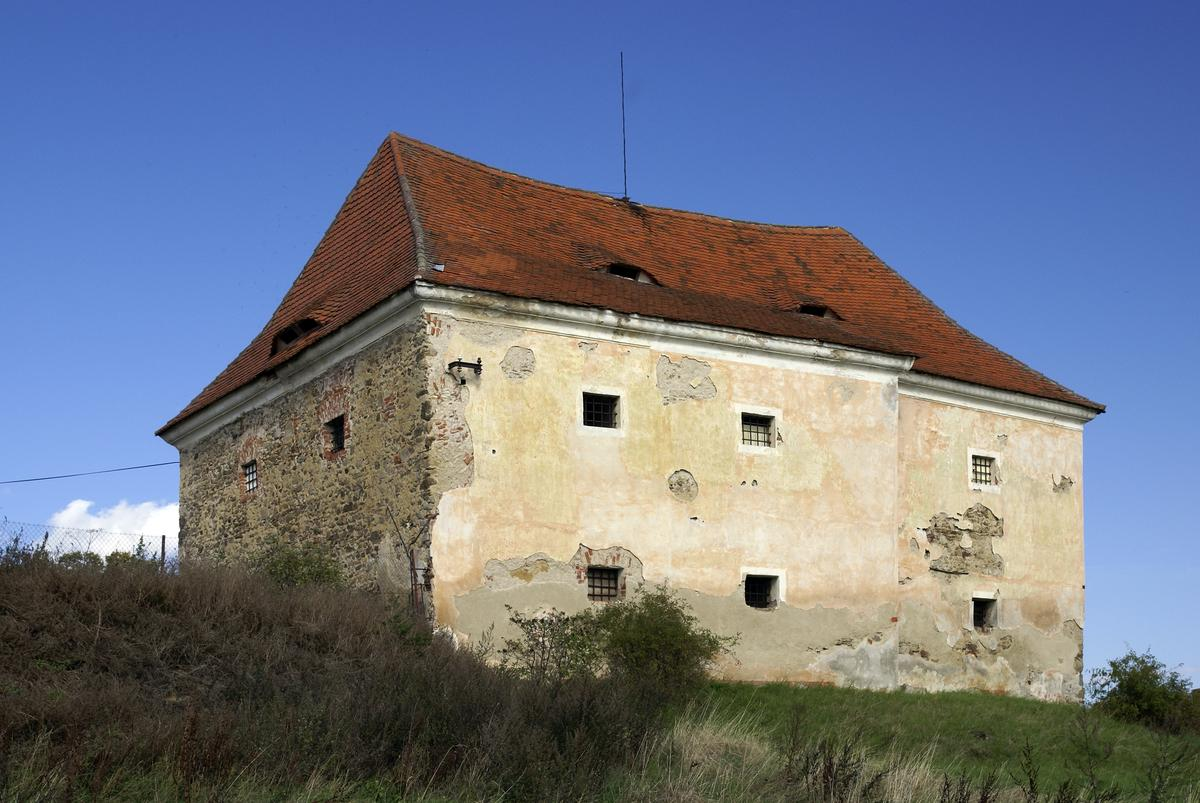
Tvrz v Lipovicích

První zmínka o zemanském rodu Lipovských z Lipovice je z roku 1158, kdy se po boku českého kníže Vladislava II. a císaře Fridricha Barbarosy zúčastnili bojů o Milán. Nejstarší zmínka o rodu Lipovských z Lipovice spojená s rodovou vsí a tvrzí Lipovice je z roku 1386, kdy byl vladyka Jan z Lipovice majitelem vsi i tvrze na jejím kraji. V majetku vladyků Lipovských zůstalo lipovické panství až do roku 1544, kdy bylo poprvé prodáno. Během následujících let se tvrz ještě několikrát do majetku Lipovských z Lipovice vrátila, jak koupí tak i věnem, ale v roce 1693 František Karel Lipovský definitivně prodal rodovou tvrz hraběti Ferdinandu Ditrichštejnovi a od té doby tvrz sloužila již jen jako sýpka. Budova tvrze je od roku 1958 chráněnou kulturní památkou.

## Majetky rodu Lipovských zLipovic

### Řečice 1596–1830

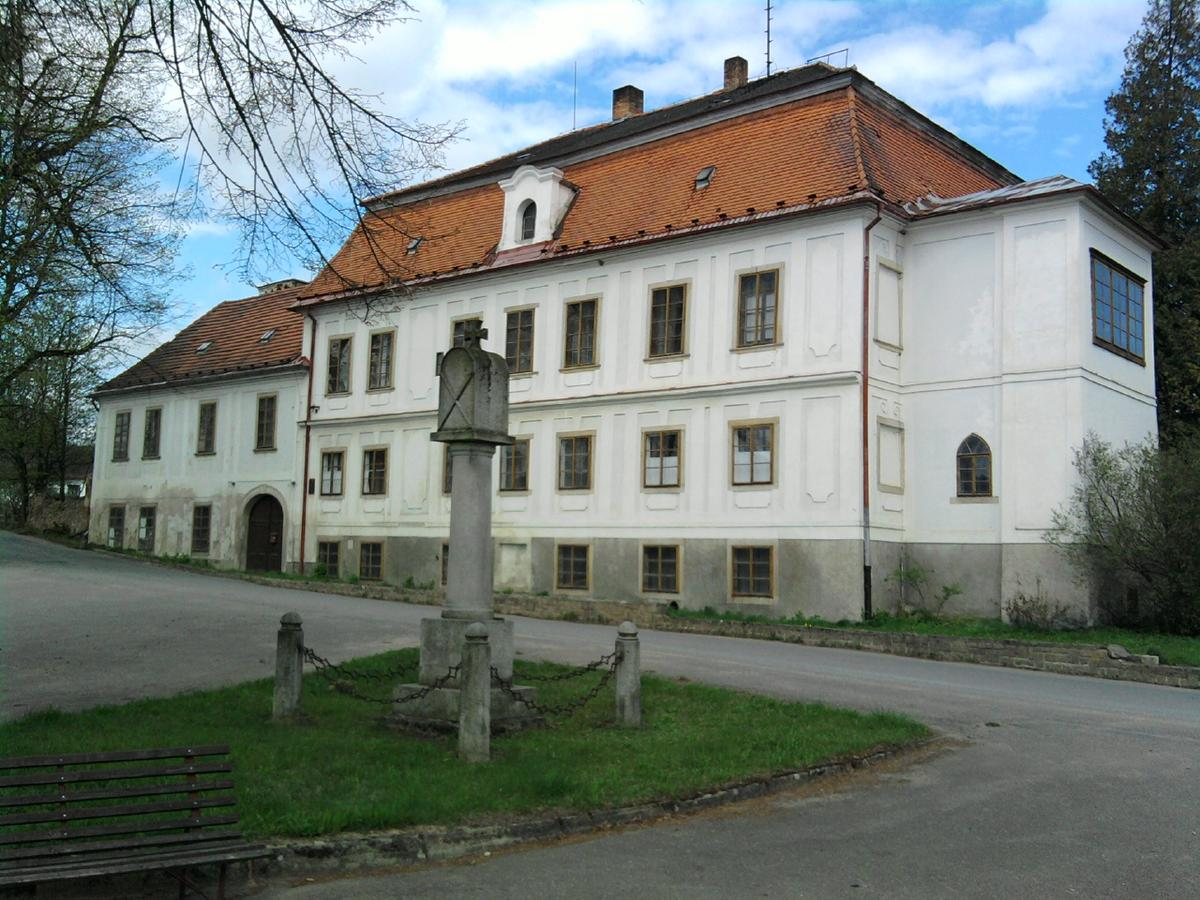
Zámek Řečice

Řečici koupil v roce 1596 Václav Lipovský z Lipovic u Vlachova Březí, vysoký úředník telčského panství, za 7 100 zlatých od Jiřího Čelouda z Pálovic, hejtmana telčského panství. V roce 1599 dostal Václav Lipovský od panství Telč za dobré služby a jako dar k narození potomka osadu Královnu s mlýnem, řečeným Širkovský, a lesy od Velké Lhoty až po Olší. Václavův syn Jáchym Lipovský se zúčastnil stavovského povstání v letech 1618–1620, ale protože přestoupil ke katolictví, byl mu statek po zaplacení pokuty ponechán. Od roku 1712 je z příkazu Václava Lipovského vedena matrika v přidružené farnosti Volfířov a v roce 1730 nechal pro své poddané robotníky postavit osadu Famelky (od roku 1793 Lipová). Antonín Lipovský z Lipovic nechal v roce 1733 postavit boží muka u Famelek, Mysletic a dle ústního podání také u Velké Lhoty jako mezníky svého panství. Je na nich dodnes dobře čitelný erb Lipovských, písmena A.L.Z.L. (Antonín Lipovský z Lipovice) a letopočet 1733. V roce 1786 nechal v Řečici založit jednotřídku (v dnešním čp. 61) a v roce 1811 postavit kamenný kříž na návsi. V roce 1830 byl statek Řečice i se vsí Lipovou prodán rodině Dalbergů, majitelům Dačic. A v roce 1839 byl zámek Řečice přestavěn na byty pro zaměstnance dačického panství.

### Životice 1680–1769
Původní středověkou tvrz Strojetických ze Strojetic nechali Lipovští v letech 1713–1738 přestavět podle návrhu italského stavitele Giacomo Antonio de Maggi na barokní zámek. V majetku rodu byl až do roku 1769, kdy krajský hejtman Václav Lipovský z Lipovic Životice prodal. Zámek poté sloužil jako byty pro zaměstnance lnářského panství a postupně chátral až do roku 1989, kdy byl po restituci prodán soukromému majiteli, který provedl citlivou rekonstrukci.